# Коктерек (селище)
Коктере́к (каз. Көктерек) — селище у складі Сариагаського району Туркестанської області Казахстану. Адміністративний центр та єдиний населений пункт Коктерецької селищної адміністрації.
У радянські часи селище мало статус смт і називалось Казмінводи.
Населення — 4598 осіб (2021; 3517 у 2009, 2154 у 1999, 3074 у 1989).